# Thicker than Water (televisieserie)
Thicker Than Water (Zweeds: Tjockare än vatten) is een Zweedse dramareeks uit 2014 geproduceerd door de Zweedse SVT in samenwerking met het Finse Svenska YLE. De serie werd grotendeels in Åland opgenomen.
De serie begon als een 10-delige reeks in 2014. Eind 2016 werd een tweede seizoen uitgezonden. In het Verenigd Koninkrijk wordt het uitgezonden op More4 als onderdeel van de “Walter Presents” serie, die meerdere buitenlandse series uitzendt. Het wordt in het Engels ondertiteld.

## Verhaal
Drie familieleden (2 broers en 1 zus) komen in het begin van de zomer terug samen in Åland, aan het pension van hun moeder. Wanneer Anna-Lisa Waldemar (Stina Ekblad) zichzelf van het leven berooft, worden de 3 kinderen – de oudste broer Lasse (Bjorn Bengtsson), een Stockholmse restaurant-uitbater die het moeilijk heeft, de jongere zus, actrice, Jonna (Aliette Opheim) en de middelste zoon Oskar (Joel Spira) die het hotel uitbaat samen met zijn echtgenote Liv (Jessica Grabowsky) - verplicht om het pension uit te baten tijdens de zomer vooraleer ze ook maar iets van haar zullen erven. Recente geheimen, net als geheimen van 20 jaar voordien, komen boven drijven net als meerdere lijken. Dit gebeurt terwijl de broers en zus proberen om hun meningsverschillen te overwinnen in naam van hun moeder.

## Acteurs
- Björn Bengtsson - Lasse Waldemar
- Joel Spira - Oskar Waldemar
- Aliette Opheim - Jonna Waldemar
- Stina Ekblad - Anna-Lisa Waldemar
- Fredrik Hammar - Mauritz Waldemar
- Jessica Grabowsky - Liv Waldemar
- Saga Sarkola - Cecilia Waldemar
- Molly Nutley - Kim Waldemar
- Donald Högberg - Konrad Waldemar
- Torkel Petersson - Manne Wahlstrom
- Johanna Marigold - Mildred Pahkinen
- Tobias Zilliacus - Mikael Rosén
- Tanja Lorentzon - Priest Petra
- Henrik Norlén - Bjarne
- Thomas Hedengran - Tommy Fasth
- Göran Forsmark - director
- Tova Magnusson - Rachel Ohlson
- Stefan Sauk - Bear Lehman
- Alfons Röblom - Henrik Ölmqvist

## Internationale uitzendingen
| Land                       | Zender      | Logo | Premiere/release datum | Titel                   |
| -------------------------- | ----------- | ---- | ---------------------- | ----------------------- |
| Duitsland                  | ARTE        |      | 9 april 2015           | Blutsbande              |
| Denemarken                 | DR          |      | 30 maart 2016          | Arvingerne i skærgården |
| Finland                    | Yle Areena  |      | 5 februari 2014        | Vettä sakeampaa         |
| Frankrijk Duitsland België | ARTE        |      | 9 april 2015           | L'héritage empoisonné   |
| Hongarije                  | PORT.hu     |      |                        | Mérgezett örökség       |
| Nederland                  | NPO 2 (NTR) |      | 5 september 2016       | Thicker Than Water      |
| Verenigd Koninkrijk        | Channel 4   |      | 3 maart 2016           | Thicker Than Water      |